# Vito Dellino
Vito Dellino (* 17. Mai 1983) ist ein italienischer Gewichtheber und Sportsoldat.

## Karriere
Vito Dellino nahm an den Olympischen Sommerspielen 2008, wobei er den 14. Platz in der Gewichtsklasse bis 56 kg mit einer Leistung von 247 kg erringen konnte.
Bei der Weltmeisterschaft 2007 wurde er Zwanzigster in der Kategorie bis 56 kg mit einer Gesamtleistung von 235 kg.
Bei den Europameisterschaften im Gewichtheben 2009 holte Dellino die Silbermedaille mit einer Leistung von 247 kg.
| Personendaten    | Personendaten              |
| ---------------- | -------------------------- |
| NAME             | Dellino, Vito              |
| KURZBESCHREIBUNG | italienischer Gewichtheber |
| GEBURTSDATUM     | 17. Mai 1983               |